# Peter B. Schumann
Peter B. Schumann (*17 de mayo de 1941 en Erfurt) es un periodista alemán, cuyo trabajo está enfocado en América Latina.

## Vida y obra
Durante sus estudios de Ciencias Políticas, Germanística, Teatro y Periodismo (1961–1965 en Freiburg y Berlín), comenzó a trabajar como periodista independiente. Aprendió el oficio del periodismo como colaborador en las revistas de estudiantes en ambas universidades donde se formó. El trabajo en la redacción de “Alternative. Zeitschrift für Literatur und Theorie” (Alternativa. Revista de Literatura y Teoría) de la Izquierda Independiente entre 1964 y 1982, le significó una orientación política fundamental en su carrera.
En 1966 comenzó su colaboración con el Festival Internacional de Cine de Berlín (Berlinale), donde fue el responsable de la sección Retrospectiva entre 1966 y 1970, y abrió el festival con dos ciclos para el Nuevo Cine Latinoamericano. Entre 1971 y 2006 fue miembro de la junta directiva del Foro Internacional del Nuevo Cine de la Berlinale, a cargo de la programación de películas latinoamericanas. Además fue programador de la sección latinoamericana entre 1971 y 1985 para el Festival Internacional de Cortometraje de Oberhausen.
En sus programas radiales ha mostrado su permanente compromiso con los temas latinoamericanos. Al principio, su foco principal era el cine de esta región. Pero sus extensos viajes por el continente expandieron rápidamente su interés por la literatura, el teatro y el arte. Durante el periodo de las dictaduras militares en Brasil, Chile, Uruguay y Argentina realizó muchos programas sobre los procesos de transformación cultural y política vividos en esos países, bajo el lema “Dentro de cada sombra crece un vuelo“, un verso de Pablo Neruda. Desde hace algunos años se interesa especialmente por los nuevos movimientos sociales. Del 2006 en adelante realiza cada año para la emisora Deutschlandfunk (Radio Alemánia) conversaciones con escritores, artistas, científicos, políticos y activistas de derechos humanos de América Latina.
En 1968 filmó en Brasil sus primeros reportajes para televisión, con la serie Nuevo cine brasileño.  Fue el primer periodista televisivo alemán que logró entrevistar al escritor Gabriel García Márquez en profundidad, en 1987.
La aparición en 1971 de "Cine y Revolución en América Latina" fue la primera de sus numerosas publicaciones sobre cine latinoamericano, y en 1987 configuró una de las primeras historiografías del rubro en la región con "Historia del cine latinoamericano".
Inició su carrera docente en 1973, sobre todo en el Instituto Latinoamericano de la Universidad Libre de Berlín, donde enseñó  hasta 1979; además ha sido profesor en la Academia de Artes de Braunschweig y en la Universidad de Bremen.
Entre 1978 y 1989 representó a la Unión de Periodistas Alemanes (hoy: Ver.di) en el Consejo Administrativo del Instituto de Fomento al Cine. En 1989 fue uno de los fundadores de la Universidad del Cine en Buenos Aires. Desde 2002 es el presidente ejecutivo de los Amigos del Instituto Ibero-Americano en Berlín.

## Publicaciones
- Ed.: Glauber Rocha e as culturas na América Latina (Glauber Rocha y las culturas de América Latina; coeditor Peter W. Schulze). Frankfurt/M: TFM 2011/ Biblioteca Luso-Brasileira 26, 252 págs.
- Ed.: Der Morgen ist die letzte Flucht. Kubanische Literatur zwischen den Zeiten (El mañana es la última fuga. Literatura cubana entre las épocas; coeditor Thomas Brovot). Berlín: Edition diá 1995, 220 págs.
- Ed.: Einige Indizien oder Der letzte Ausweg. Erzählungen aus Chile (Algunos indicios o La última salida, Nueva narrativa chilena). Berlín: Edition diá 1994, 192 págs.
- Handbuch des brasilianischen Films (Manual del cine brasileño). Frankfurt/M: Vervuert 1988, 160 págs.
- Historia del cine latinoamericano. Buenos Aires: Legasa 1987, 362 págs.
- Ed.: Jacobo Borges (catálogo). Berlín: Staatliche Kunsthalle 1987. 200 págs.
- Handbuch des lateinamerikanischen Films (Manual del cine latinoamericano). Frankfurt/M: Vervuert 1982, 324 págs.
- Kino in Cuba 1959-1979 (Cine cubano 1959-1979). Frankfurt/M: Vervuert 1980, 412 págs.
- Kino und Kampf in Lateinamerika. Zur Theorie und Praxis des politischen Kinos (Cine y lucha en América Latina. Sobre la teoría y práctica del cine político). München/Wien: Hanser 1976, 264 págs.
- Film und Revolution in Lateinamerika (Cine y revolución en América Latina). Oberhausen: Laufen 1971, 172 págs.

## Reportajes y series televisivas (selección)
- Nuevo Cine Latinoamericano. Historia y orígenes en los años sesenta. DVD (Universidad del Cine/ Goethe-Institut, Buenos Aires 2008)
- Die Rote Leinwand (La pantalla roja – serie de TV en cuatro partes sobre el cine proletario alemán), WDR III/NDR III, 1976)
- Kino in Cuba (Cine en Cuba, WDR III, 1976)
- Deutscher Film im Exil 1933-1945 (Cine alemán en el exilio 1933-1945, ZDF 1975)
- „Erobert den Film!“ Proletarischer Film in Deutschland 1922-1933 (“¡Conquisten el cine!“ Cine proletario en Alemania 1922-1933), ZDF 1973
- Kino in Opposition (Cine en oposición – el surgimiento del nuevo cine argumental latinoamericano, ZDF 1970)
- Kino im Untergrund (Cine en la clandestinidad – el documental político en América Latina,  ZDF 1970)
- Neuer brasilianischer Film (Nuevo cine brasileño - serie de TV en cuatro partes, WDR III, 1968)
- Reportajes de TV para el canal WDR: Kino für Perón (Cine para Perón, 1974); Erste Wahlen in Cuba (Primeras elecciones generales en Cuba, 1977); Kino in Argentinien (Cine en Argentina, 1985); Gabriel García Márquez (la primera entrevista del premio nobel con la televisión alemana, 1987); Miguel Littin im Untergrund in Chile (Miguel Littin clandestino en Chile, 1987); Miguel Barnet (1987); Mario Benedetti (1987); Theater in Uruguay (Teatro en Uruguay, 1987); Kunst in Venezuela: Jacobo Borges (Arte en Venezuela: Jacobo Borges, 1988).

## Programas radiales (selección)
- "Das Land meiner Träume." Revolution und Widerstand der chilenischen Kultur. Eine LANGE CHILE NACHT.  ("Mi país imaginario". Una Larga Nochede 3 horas sobre revolución y resistencia de la cultura chilena.) DLF/DLF-K 2023
- Nicht nur acht Jahre beispiellosen Terrors. Die argentinische Gegenwartsliteratur weitet den Fokus. (No solamente ocho años de unterror sin precedente. La literatura contemporánea amplia el foco.) DLF-K 2023
- Der Fall Padura. Ein kubanischer Autor und die Zwänge des Regimes. (El caso Padura. Un escritor cubano y las presiones del régimen.) DLF 2022
- Tania Bruguera und die alternative Kultur Cubas. (Tania Brugera y la cultura alternativa de Cuba.) WDR 2022
- Lateinamerikanische Kriminalromane. Der süße Duft des Mordes. (Novelas negras latinoamericanas. El olor dulce de la muerte.) DLF-K 2022
- Vom Widerstand der Kunst und der Kunst des Widerstands in Cuba. (De la resistencia del arte y del arte de la resistencia en Cuba.) WDR 2021
- Leben für Argentinien. Der Regisseur und Politiker Fernando Solanas. (Una vida para Argentina. El cineasta y político Fernando Solanas.) WDR2021
- Fiktionen ohne Hoffnung. Die neue Generation der lateinamerikanischen Schriftstellerinnen. (Ficciones sin esperanza. La nueva generación deescritoras latinoamericanas.) DLF-K 2021
- Wahn und Wirklichkeit. Die venezolanische Literatur in Zeiten des politischen Bankrotts. (Delirio y realidad. La literatura venezolana entiempos de bancarrota política.) DLF-K 2020
- "Der Genosse, der sich um uns kümmert." Die kubanische Dissidenten-Literatur. ("El compañero que nos atiende." La literatura cubana disidente.) DLF-K 2019
- "In Berlin sind mir Flügel gewachsen". Lange Nacht über Berlin, die heimliche Kulturhauptstadt der Lateinamerikaner. Drei Stunden über Literatur, Film und Tango. (Berlín - la capital secreta de la cultura  latinoamericana. Una Larga Noche de tres horas de literatura, cine y tango.) DLF/DLF-K 2018
- Argentinische Autorinnen im Aufwind – zwischen Mikrokosmen und Computerviren. (Escritoras argentinas en auge.) DLR 2018
- Die IMPA - eine Fabrik als Zufluchtsort im neoliberalen Argentinien (La IMPA - una fábrica como refugio sociocultural en la Argentina neoliberal). SWR/DLF 2017
- Von Anfang bis Ende: Zensur in Cuba (Desde el principio hasta el final: censura en Cuba). DLF 2016
- "Wir sind es leid!" Die mexikanische Bürgergesellschaft wehrt sich ("Ya nos cansamos!" La sociedad civil se defiende). DLF/SWR 2016
- Bürger-Revolution mit Webfehlern. Ecuador: ein kleines Land mit großen Ambitionen (La Revolución Ciudadana. Ecuador: un país pequeño con grandes ambiciones). SWR 2013
- "Erzähl' mir von der Krise." Spaniens Kultur widersetzt sich dem Niedergang ("Cuentame de la crisis". La resistencia de la cultura española contra la decadencia). DLF/SWR 2013
- “Ich lebe eine Utopie, die nicht die meine ist.“ Die Lange Nacht der cubanischen Dissidenz (“Vivo una utopía que no es mía”. La larga noche de la disidencia cubana). DLR/DLF 2012
- „Bildung ohne Reibach!“ Die chilenische Protestbewegung stellt die Systemfrage („Educación sin lucro“. El movimiento de protesta chileno cuestiona el modelo). DLF 2012
- Kultur unter Verdacht. Venezuelas Kultur und die Regierung Chávez (Cultura bajo sospecha. La cultura venezolana y el gobierno de Chávez). DLF 2011
- Haiti – Insel am Ende aller Träume. Eine literarische Spurensuche (Haití – La isla al final de los sueños. Una búsqueda de huellas literarias). SWR 2011

## Premios
- Berlinale Kamera 2006
- Medalla de Honor de la Amistad y la Ciencia del Instituto Ibero-Americano de Berlín (2006)